# Les Ruines d'Athènes
Die Ruinen von Athen

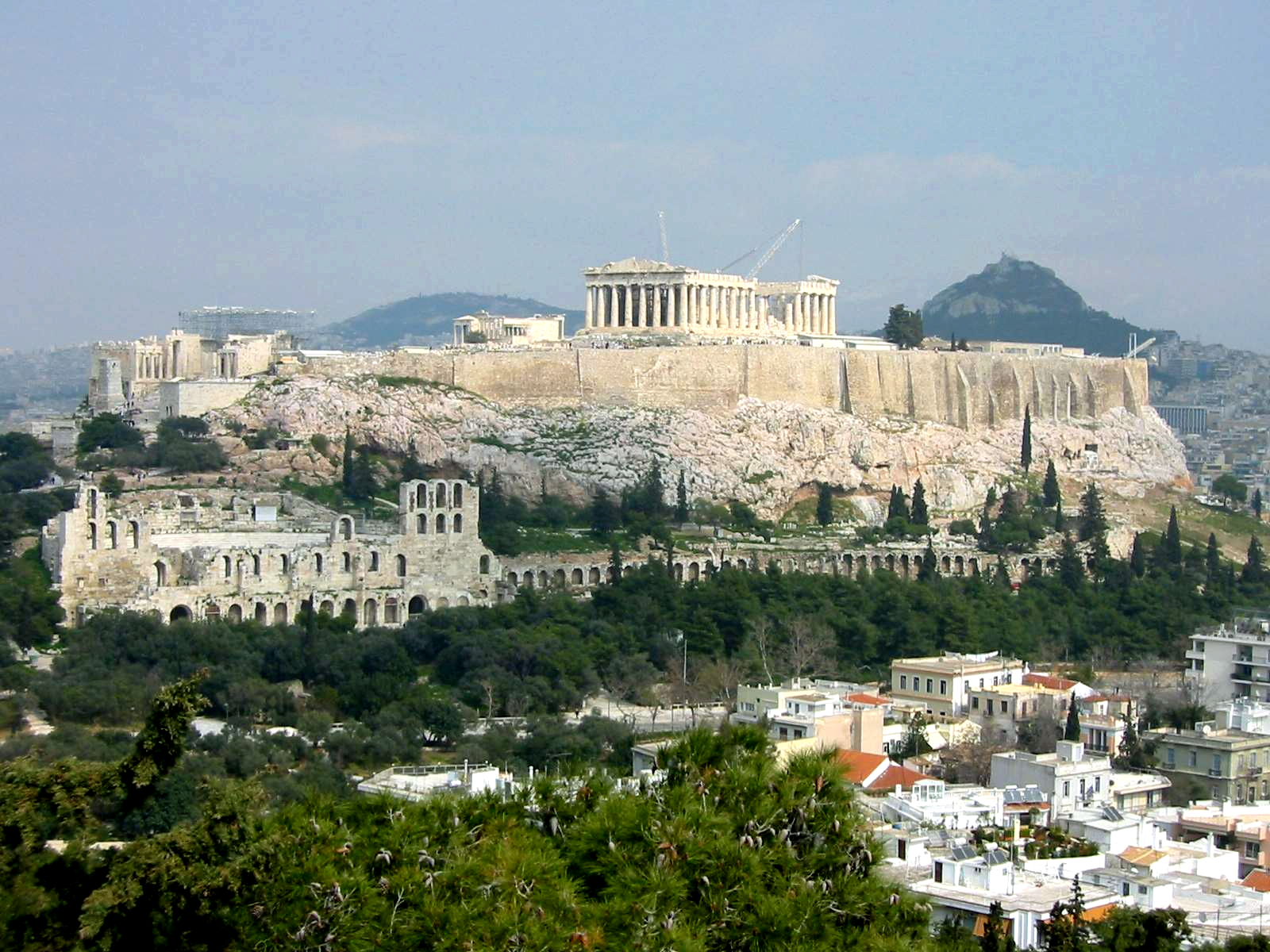
L'acropole d'Athènes

Die Ruinen von Athen, op. 113 (Les Ruines d'Athènes) est une œuvre de circonstance composée par Ludwig van Beethoven en 1811. Elle comprend une ouverture en sol mineur et huit parties chantées, dont seule une marche avec chœurs en sol majeur fut publiée (sous le numéro d'opus 114).
L'empereur François Ier d'Autriche, pour apaiser les sentiments nationalistes naissants en Hongrie, avait fait construire dès 1808 un grand théâtre à Pest, en Hongrie, pour célébrer la fidélité de la Hongrie à la monarchie autrichienne. À l'occasion de l'inauguration de ce théâtre en 1812, Beethoven fut appelé à mettre en musique deux textes de circonstance écrits par August von Kotzebue : Le Roi Étienne et Les Ruines d'Athènes. Ces ouvertures font partie des œuvres orchestrales les moins jouées du compositeur.
1. Ouverture (andante con moto – marcia moderato – allegro ma non troppo)
2. Chœur « Tochter des mächtigen Zeus »
3. Duo « Ohne Verschulden » - un Grec (baryton) et une Grecque (soprano)
4. Chœur des Derviches « Du hast in deines Armels Falten »
5. Marche turque (vivace)
6. Musique de scène avec récitant
7. Marche avec chœur « Schmuckt die Altäre », op. 114
8. Récitatif du grand-prêtre « Mit reger Freude » (baryton)
9. Chœur « Wir tragen empfängliche Herzen »
10. Air du grand-prêtre « Will unser Genius »
11. Chœur final « Heil unserm König ! »